# Cueva del Hierro
Cueva del Hierro là một đô thị trong tỉnh Cuenca, cộng đồng tự trị Castile-La Mancha Tây Ban Nha. Đô thị này có diện tích là 28,20 ki-lô-mét vuông, dân số năm 2009 là 41 người với mật độ 1,45 người/km². Đô thị này có cự ly km so với tỉnh lỵ Cuenca.